# Savoia-Marchetti SM.93
Die Savoia-Marchetti SM.93 wurde von der italienischen Luftwaffe als ein experimenteller Sturzkampfbomber entwickelt und erregte auch bei den deutschen Flugzeugherstellern Interesse. Das Projekt wurde nach der Landung alliierter Streitkräfte in Italien beendet.

## Geschichte

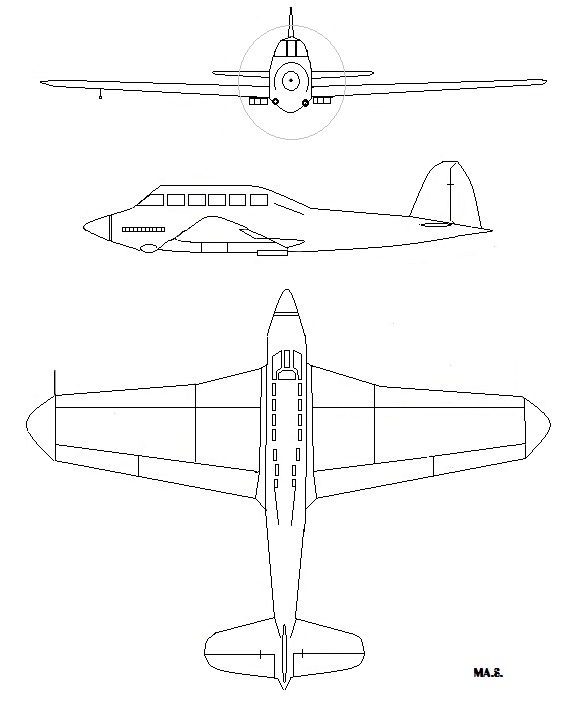
Dreiseitenriss SM 93

Da Italien eine sehr lange Küste hat und sich aufgrund des Krieges 1942 schon abzeichnete, dass dort mit einer Landungsoperation gerechnet werden musste, wurde die Notwendigkeit eines leistungsstarken Sturzkampfbombers immer deutlicher. Dieser sollte alliierte Truppen sowie eventuelle Schiffsverbände möglichst effektiv bekämpfen. Zwar verfügte Italien über Bodenkampfflugzeuge, jedoch hatten diese zu geringe Nutzlast, um einem Schlachtschiff oder Flugzeugträger ausreichenden Schaden zuzufügen. Daraufhin entschloss sich die italienische Luftwaffe, ein neues Projekt in Auftrag zu geben, das diese Lücke schließen sollte.
Die Savoia-Marchetti SM.93 wurde als reines Sturzkampfflugzeug mit einziehbarem Fahrwerk und als Tiefdecker konzipiert. Der leitende Entwickler Allessandro Marchetti wurde 1942 beauftragt, einen möglichst günstigen Sturzkampfbomber mit den in Italien vorhandenen Rohstoffen zu entwickeln. Das Flugzeug wurde als Prototyp „Projekt: INFRAROTEM 93“ komplett aus Holz gebaut, da dieser Rohstoff in großer Menge verfügbar war. Das Holz sollte später durch eine Metallbauweise ersetzt werden.

## Antrieb
Zum Beginn stellte sich das Problem des Motors, da die italienischen Motoren zwar gut waren, aber nur für kleinere Flugzeuge ausreichende Leistungen boten. Dabei wurde mit Motoren von schweren Bombern experimentiert, was sich aber nicht als vorteilhaft erwies. Der Alpha Romeo RA 1000 RC (in Lizenz gebauter Daimler-Benz DB 601) konnte zwar für Jäger genug Leistung bieten, für Sturzkampfbomber reichte diese Leistung jedoch nicht aus. Mit dem Daimler-Benz DB 605 A mit 1450 PS wurde das Projekt realisierbar. Es handelte sich beim DB 605 A um einen wassergekühlten 12-Zylinder-V-Motor. Nach anfänglichen Lizenzproblemen – Italien durfte nur den DB 601 A1 in Lizenz herstellen – wurde der Motor 1942 von Daimler-Benz geliefert. Ein Dreiblattpropeller aus Metall von Alfa Romeo sollte für den Vortrieb sorgen.

## Erprobung
Der Erstflug fand am 31. Januar 1944 auf dem Testgelände in Varese statt – zu einem Zeitpunkt, als alliierte Streitkräfte bereits bei Anzio in Mittelitalien landeten. Bis Ende März 1944 wurden 16 weitere Testflüge unter deutscher Führung unternommen, nicht zuletzt weil man einen Nachfolger für die Ju 87 suchte. Für diese Testflüge wurde die Maschine mit deutschen Hoheitszeichen versehen. Die Maschine hatte ein hervorragendes Flugverhalten insbesondere vor dem Bombenabwurf und auch beim späteren Abfangen. Trotz der guten Eigenschaften der Maschine wurde auf deutsches Drängen beschlossen, die Entwicklung einzustellen, da es für den Einsatz schon zu spät war. Die Maschine wurde beim Rückzug aus Italien in komplett einsatzfähigem Zustand zurückgelassen.
Die Savoia-Marchetti SM.93 kam etwas zu spät und konnte nicht mehr im Krieg eingesetzt werden, dennoch zeigte Italien, dass es nicht nur Jäger und Bomber, sondern auch Sturzkampfbomber bauen konnte. Die 1948 in der UdSSR entwickelte ähnliche Maschine (Il-20) verwendete eine ähnliche Auslegung, bei der der Pilot ebenfalls direkt über dem Motor saß.

## Bewaffnung
Die Bewaffnung der SM.93 sollte aus einer durch die Propellernabe schnell feuernden 20-mm-Maschinenkanone MG 151 von Mauser sowie zwei 12,7-mm-MG Breda-SAFAT in den Tragflächen bestehen. Als absolut notwendig sah man einen Heckschützen an, der mit einem, auf einer Drehlafette montierten 12,7-mm-MG Breda-SAFAT bewaffnet war. Zudem sollte die Maschine Bomben tragen können; die SM.93 konnte bis zu 815 kg Bomben unter dem Rumpf und bis zu 317 kg Bomben unter den Tragflächen mitführen. Bei voller Bombenlast konnte die SM.93 im Sturzflug eine Geschwindigkeit von 900 km/h erreichen.

## Technische Daten
| Kenngröße             | Daten |
| --------------------- | --- |
| Besatzung             | 2 |
| Länge                 | 10,93 m |
| Spannweite            | 13,90 m |
| Höhe                  | 3,8 m |
| Flügelfläche          | 31,10 m² |
| Flügelstreckung       | 6,2 |
| Leermasse             | 3552 kg |
| Startmasse            | 5500 kg |
| Antrieb               | ein Daimler-Benz DB 605 A, 1.475 PS (1.085 kW) |
| Reisegeschwindigkeit  | 505 km/h |
| Höchstgeschwindigkeit | 575 km/h in 7000 m |
| Steigfähigkeit        | 625 m/min |
| Dienstgipfelhöhe      | 8200 m |
| Reichweite            | 1650 km |
| Bewaffnung            | 1 × 20 mm durch die Propellernabe mit 150 Schuss 2 × 12,7 mm in den Tragflächen mit 350 Schuss 1 × 12,7 mm Heck 815 kg Bomben unter dem Rumpf und 317 kg unter den Tragflächen |